# 183
Glej tudi: število 183
183 (CLXXXIII) je bilo navadno leto, ki se je po julijanskem koledarju začelo na torek.

## Dogodki
- 1. januar